# Boort
Boort (773 habitants) est un village sur la Calder Highway au nord de l'État de Victoria à 251 km au nord-ouest de Melbourne et à 103 km de Bendigo.